# Gitana (DC Comics)
Gitana (Cynthia "Cindy" Reynolds) (Gypsy en inglés) es una superheroína creada por la editorial DC Comics cuya aparición se debió en las páginas de la Liga de la Justicia. Su primera aparición en el cómic de la Liga de la Justicia Anual #2 (noviembre de 1984) fue creado por Gerry Conway y Chuck Patton. Ella también ha sido miembro de Birds of Prey y así como miembro de las Ligas de la Justicia: La Liga de la Justicia de América de Detroit, y la Liga de la Justicia Task Force.
Jessica Camacho recurre a Gypsy, cuyo nombre real es Cynthia en la serie de televisión The Flash. En esta versión, ella es una cazadora de recompensas de otra Tierra llamada Tierra-19.

## Biografía del Personaje
Cindy Reynolds nació de una pareja suburbana poco adinerada Edward y June Reynolds. Poco después de que el hermano de Cindy había nacido, se comenzó a destabilizar el matrimonio de sus padres. Cuando sus poderes de ilusión comenzaron a manifestarse a los catorce años, Cindy escapó de su casa, la compró un billete de autobús para ir a Detroit.

### Su incorporación a la Liga de la Justicia de América o JLA Detroit
Una vez en Detroit, Cindy utiliza sus poderes de camaleón de (ilusion) para protegerse a sí misma. A medida que crece hasta la edad adulta, adopta la identidad de Gitana (Gypsy en inglés), creando su vestido de superhéroe que le caracteriza al utilizar vestimenta similar a la imagen popular de los gitanos. La nueva formación de la Liga de la Justicia no tardaría en tomar como residencia en un barrio cercano de gitanos después de que Aquaman disolviera la anterior formación de la Liga original.
Poco después Gitana intentó probarse al penetrar en las medidas de seguridad de la Liga. En algún momento, se convierte en lo suficientemente valiente como para seguir con ellos y para ayudar en la lucha contra los Dominators y el Cadre. Después de esto, Gitana recibe una oferta para convertirse en un miembro de tiempo completo de la Liga de la Justicia. Gitana participaría en las batallas de la Liga contra Anton Allegro y la reactivación de Amazo.
Cindy en efecto, desciende de la línea del pueblo gitano. Sin embargo, por la razón que sea (tal vez un sentimiento de desconfianza criado por los siglos de persecución), se tiende a guardar el secreto de sus poderes sobrehumanos. Gypsy encuentra causa para poner a prueba estas competencias a sus límites cuando la Liga de la Justicia sufre una inesperadamente emboscada tendida por la Banda de la Escalera Real durante un retiro en el desierto. Mientras están incapacitados sus compañeros de equipo, Gitana consigue abandonar su propio cuerpo, en forma astral. De esta forma, se pueden espiar las actividades de la pandilla. Asimismo, durante esta misión, recibe una terrible presentimiento sobre el destino de sus compañeros de equipo Steel y Vibe.
Esta liga está condenada al fracaso, sin embargo. En su intento de acabar con la Liga de la Justicia, el Profesor Ivo envía un Androide para destruir a Gitana, pero ella se las arregla para encontrar su conciencia y la convence de no matarla, aunque Ivo consigue matar a Vibe (como había previsto).
La felicidad de Gitana es de corta duración, pues algún tiempo después de que ella había dejado a la Liga, un vengativo Despero llega a su casa y asesina a sus padres. Gypsy habría sido la próxima víctima Despero, si no fuera por la intervención del Detective Marciano y el resto de la Liga de la Justicia. Devastada por la pérdida de su familia, gitana es inmediatamente contratado por Booster Gold para convertirse en un miembro del equipo patrocinado por las empresas de los héroes conocidos como el Conglomerado.

### Liga de la Justicia Task Force
Con el tiempo, crece la relación con el Detective Marciano, en un desarrollo de una especie de padre/hija. Los dos son los pilares de la corta vida de la Justice League Task Force. Durante su tiempo en esta Liga, ella es casi obligada a entrar a la batalla en contra de Lady Shiva en una aventura temprana y es dada por muerta en otra misión. Más tarde se une a la JLTF renovada, junto con el robot L-Ron (en el cuerpo de Despero), junto con nuevos integrantes como lo son Ray, y Triumph.
Tanto Gypsy como Ray quedan bajo control mental y utilizados por Triumph, así como "La Liga" muestran su descontento sobre este suceso por su protesta contra la JLA por la reciente reforma hecha; al expresar su descontento de que su equipo había sido ignorados y olvidados deurante las reformas hechas por "los cabezas del equipo"  Durante la batalla, ella vería a Aquaman, su antiguo compañero de equipo en Detroit, y en medio de la confusión le dice la razón de porque "se había ido". Hay indicios que ha tenido una relación sentimental entre Gitana y el Tigre de Bronce.
Después de que fuera cancelado el título de la Liga de la Justicia Task Force, Gypsy y J'onn siguieron manteniéndose en contacto. En un momento, después de haber sido asesinada, Gitana es resucitada por el Detective Marciano, que ruega a su dios de Marte, Hronmeer, para restaurarle su vida. Después, Gitana ayuda a Wonder Woman durante una batalla masiva en contra de Circe.

### Historia reciente

#### Uniéndose a lasBirds of Preyy a laLiga de la Justicia de América
Gypsy unió al equipo de Oracle en el equipo Birds of Prey. Ella ha demostrado una mayor flexibilidad con sus poderes, así, ahora capaz de extender sus poderes de invisibilidad a los demás y las cosas a su alrededor. Más tarde Gypsy también se uniría a la JLA junto a su compañera de Birds of Prey Vixen para limpiar su pasado. Cuando las dos heroínas rescatan a Stargirl, después descubren que el profesor Amos Fortune fue quién secuestró al miembro JSA.

#### Crisis Final
Gypsy es uno de los héroes presos se vieron obligados a luchar a la orden de los dioses de Apokolips en la Tierra en el Dark Side Club. En Crisis Final: Requiem, Gitana es parte del funeral del Detective Marciano. Ella, junto con otros héroes son telepáticamente obligados por el Detective Marciano recordar la historia marciana. Más tarde, ella se acercó nuevamente a Despero (entre bastidores). El villano entonces trae su cuerpo inconsciente desde Happy Harbor y lo utiliza para combatir a la Liga de la Justicia de Vixen.

#### La Noche Más Oscura
El destino final de Gitana estaba siendo parte del arco de la historia del tie-in La Noche Más Oscura estaba junto con sus excompañeros de la Liga de la Justicia Detroit: Vixen y la Doctora Luz; Gypsy luchó como su versión Black Lantern contra varios héroes de la Liga de la Justicia fallecidos que estaban atacando el Salón de la Justicia.

## Los Nuevos 52
Gyspy reaparecería para el reboot del Universo DC, al formar parte de la nueva continuidad,  aún no ha formado parte de momento de la Liga de la Justicia. Fue vista como uno de los metahumanos cautivos que tiene encarcelados Amanda Waller en una instalación del gobierno ultrasecreta, en la cual, más tarde en la serie Liga de la Justicia: Vibe es rescatada por Vibe. Esta versión reintroducida, es una refugiada de una dimensión alternativa, que venía huyendo del hermano de  Vibe Rupture, un supervillano esclavo de Mordeth. Rupture revela que el nombre completo de Gitana en esta nueva continuidad es Cynthia Mordeth, ya que ella es la hija de Mordeth.

## Poderes y habilidades
Los poderes primarios son la expulsión de energía primaria que Gitana crea para crear ilusiones, lo que le permite mezclar el fondo de la realidad, lo que le permite convertirse también en invisible. Otras de sus habilidades la manipulación telepática de la naturaleza, por lo tanto, este poder solo es eficaz en los seres vivos (la única excepción conocida a esta regla es su aparición en el tie in de la Liga de la Justicia en lo, acontecido en Blackest Night, donde tuvo la oportunidad de afectar los cadáveres reanimados de Acero al tratar de rechazarlo con una ilusión. Esto podría deberse a que los Black Lanterns llevan su cuerpo y la mente de sus huéspedes, por lo que es posible que Gitana usase lanzar poder de ilusión a pesar de que era un ser técnicamente muerto). También le permite adaptarse otros escenarios que cambian rápidamente sin traicionar a la misma ilusión. Ella puede camuflarse tanto ella como alguien muy cercano a ella. En la primera aparición de Gitana, solo su sombra era mostrada desde el monitor del Bunker, ella parece teletransportarse al final de la historia.
La selección de ilusiones creadas por Gitana también le permiten utilizarse para proyectar ilusiones aterradoras en las mentes de otras personas. Estas ilusiones le suelen mostrar a la persona afectada lo que más teme. Esta capacidad puede afectar a otros seres vivos, además de las personas, y Gypsy puede los puede utilizar en situaciones de combate. En una historia del Martian Manhunter, Gypsy tiene la capacidad de proyectar una ilusión para aparentar ser otra persona (ilusión camaleónica de camuflaje), pero esa persona debe ser de su altura y peso aproximado para que aparezca auténtico. En los últimos números de Birds of Prey, se ha afirmado que los poderes de Gitana apenas habían llegado a la pubertad, y ahora ella puede usar sus poderes de camaleón para ocultarse no solo a sí misma, sino objetos en movimiento y sus pasajeros. En JLA Clasificado #25, se revela que Gitana también ha limitado sus habilidades precognitivas. Ella también parece ser que es capaz de proyectar su espíritu de su cuerpo (la denominada proyección astral). Aparte de sus poderes, Gypsy es experta en el combate cuerpo a cuerpo gracias a su entrenamiento forzoso con Lady Shiva y por Tigre de Bronce. Ella es también un acróbata consumada, capaz de saltar grandes saltos, correr velózmente, nadar, y ejecutar inesperadamente rápidas tácticas con el uso de artes marciales con relativa facilidad. Gypsy también tiene una fuerte aptitud en el uso de la electrónica y la informática, y se ha convertido en una experta en el uso de armas de fuego. Ha sido entrenada por Tigre de Bronce, y en historias recientres pre-52 de las Birds of Prey, Lady Shiva le ofreció a entrenarla.

## Apariciones en otros medios

### Televisión
- Gypsy apareció en varios episodios de la Liga de la Justicia Ilimitada.Esta versión se viste con su atuendo original y se ve junto a sus compañeros de equipo de la Liga de Detroit, Vibe y Steel. Sus poderes difieren de su contraparte de cómics, mostrando la capacidad de atravesar las paredes en sus limitadas apariencias. Capitán Átomo habla con ella en el episodio "Iniciación" cuando se llama a la primera para el servicio en la lista activa. El primer uso de poderes de Gypsy en una situación de superhéroes se encuentra en el episodio "Flashpoint".
- Gypsy (Cynthia Josh Reyolds) aparece en The Flash, interpretada por Jessica Camacho. Introducida en la tercera temporada, su personaje es representado como una cazarrecompensas de la dimensión paralela Tierra-19. Ella tiene poderes similares a los de Cisco Ramon/Vibe, y entran en una relación de larga distancia con la temporada cuatro.

### Películas Animadas
La contraparte de Gitana, llamada Gypsy Woman, aparece en la película Justice League: Crisis en las dos Tierras. Esta versión es miembro del Sindicato del Crimen de América, y tiene el poder de la intangibilidad como poder adicional.